# Ricardo Alfonso Cerna
Ricardo Alfonso Cerna (8 de agosto de 1956 - 19 de diciembre de 2003), fue un inmigrante guatemalteco a los Estados Unidos conocido por suicidarse con un arma de fuego en 2003 en una sala de interrogatorios en la oficina del Sheriff del condado de San Bernardino en Muscoy, California. El sistema de grabación de vídeo de la sala estaba funcionando y grabó el evento. El hombre al momento de su muerte tenía 47 años de edad.

## Arresto y suicidio
Cerna fue detenido por el oficial de policía Michael Parham a causa de una violación de tráfico el 19 de diciembre de 2003. Intentó escapar en su automóvil y luego a pie. Durante la persecucción le disparó a Parham dos veces en el abdomen, pero la herida no fue mortal. Cerna fue arrestado poco después. La policía de San Bernardino, el Departamento del Sheriff del Condado y la Patrulla de Carreteras de California estuvieron involucrados en la persecución, pero durante su detención, nadie se aseguró de haberlo registrado correctamente.
Las imágenes de videovigilancia mostraron que Cerna entró en la sala de interrogatorios y le pidió al jefe de investigación de homicidios, el oficial Bobby Dean, una botella de agua. Cuando Cerna recibió el agua, Dean salió de la habitación. Solo, Cerna sacó debajo de su pantalón un arma de fuego Calibre 45 que llevaba oculta, se llevó el arma a la cabeza y se disparó en la sien izquierda a quemarropa. Cerna murió en el acto.
El Departamento del Sheriff del Condado mostró las imágenes de la cámara de seguridad a los medios al día siguiente. Para evitar sensacionalismo, solo se permitió la visualización de un número limitado de reporteros seleccionados. Aunque la policía trató de controlar el acceso, el video se filtró.

## Posible motivo
Cerna, que anteriormente había sido condenado por otros delitos graves, puede haber entendido que estaba a punto de conseguir un tercer cargo por herir al oficial Parham y posiblemente prefirió poner fin a su propia vida en lugar de enfrentar una posible cadena perpetua.